# دنیس رچ
دنیس رچ (انگلیسی: Denise Roche؛ زادهٔ ۹ ژوئیهٔ ۱۹۶۳) سیاستمدار اهل نیوزیلند است.